# هم
هِم (به فرانسوی: Hème) یک کوفاکتور شامل یک اتم آهن (++Fe) است. این اتم در مرکز هِم امکان پذیرش یک گاز دواتمی مانند اکسیژن را می‌دهد که در سیستم اکسیژن‌رسانی در بدن انسان نقش دارد. این اتم در مرکز یک حلقه بزرگ ارگانیک بنام پورفیرین قرار دارد.
تمام پورفیرین‌ها دارای این اتم نیستند اما بیشتر متالوپروتئین‌ها که دارای پورفیرین هستند آنرا به عنوان عضو زیرمجموعه پروستتیک  خود دارا هستند.
هِم‌ها در کل به سه نوع اصلی تقسیم‌بندی شده‌اند:

هم آ

- هم آ تفاوت اصلی این هم‌ها با هم بی در زنجیره کناری متیل  در حالت 8 آنها اکسید آلدئید است و زنجیر کناری وینیل در حالت 3 با ترپنوئید جایگزین شده‌است.

سیتوکروم اکسیداز سی یکی از نمونه پروتئین‌هایی است که دارای هِم آ است.
هِم آ همانند هم بی هیچ پیوند کووالانسی با آپوپروتئین ندارد.
- هم بی نوع معمول هم است که در هموگلوبین و میوگلوبین نمونه‌هایی از پروتئین یافت می‌شود که دارای هم بی هستند. هم بی با کاتیون آهن خود یک پیوند داتیو با آپوپروتئین داشته و بین ایندو هیچ‌گونه پیوند کووالانسی برقرار نیست.
- هم سی این نوع هم برخلاف دو نوع دیگر از راه دو زنجیره کناری وینیل خود از راه پیوند کووالانسی به پروتئین پیوسته‌اند. سیتوکروم سی نمونه‌ای از پروتئین دارای هِم سی است.

هم بی

|                   |                  | هم آ             | هم بی            | هم سی               | هم او            |
| شماره ثبت سی‌ای‌اس  | شماره ثبت سی‌ای‌اس | 1 8              | 1 4              | 2 6                 | 1 3              |
| پاب‌کم             | پاب‌کم            | پاب‌کم 5288529    | پاب‌کم 444097     | پاب‌کم 444125        | پاب‌کم 15719509   |
| فرمول خام         | فرمول خام        | C 49H 62FeN 4O 6 | C 34H 32FeN 4O 4 | C 34H 36FeN 4O 4S 2 | C 49H 58FeN 4O 5 |
|                   | گروه عاملی en C۳ | –CHOH–CH۲–فارنسن | وینیل            | –CH(سیستئین)CH۳     | –CHOH–CH۲–فارنسن |
| گروه عاملی en C۸  | وینیل            | وینیل            | –CH(سیستئین)CH۳  | وینیل               |                  |
| گروه عاملی en C۱۸ | آلدهید           | گروه متیل        | گروه متیل        | گروه متیل           |                  |

## واژه‌نامه
1. ↑  porphyrin
2. ↑  metalloproteins
3. ↑  prosthétique
4. ↑   cytochrome c oxidase
5. ↑  apoprotéine